# Lista de viadutos de Salvador

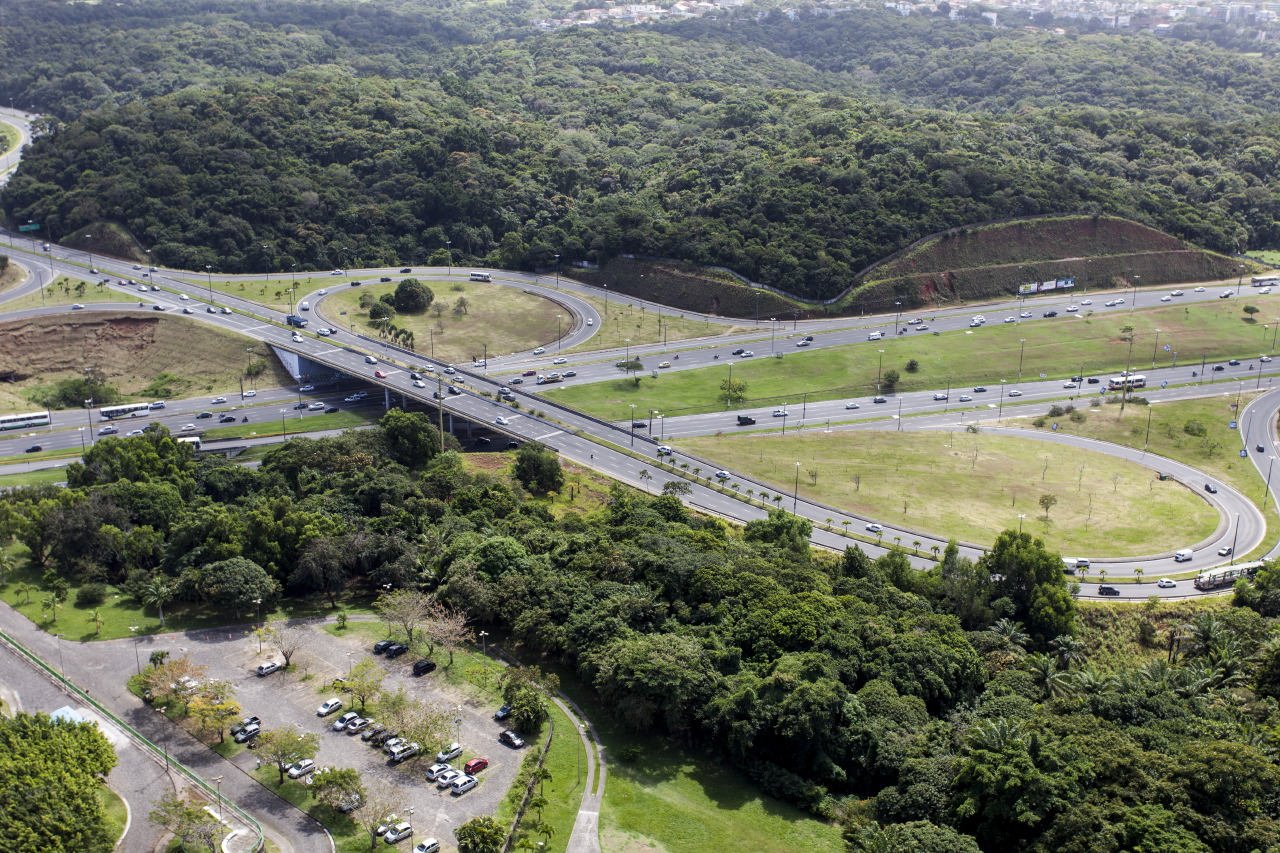
Imagem aérea do Viaduto Luís Eduardo Magalhães.

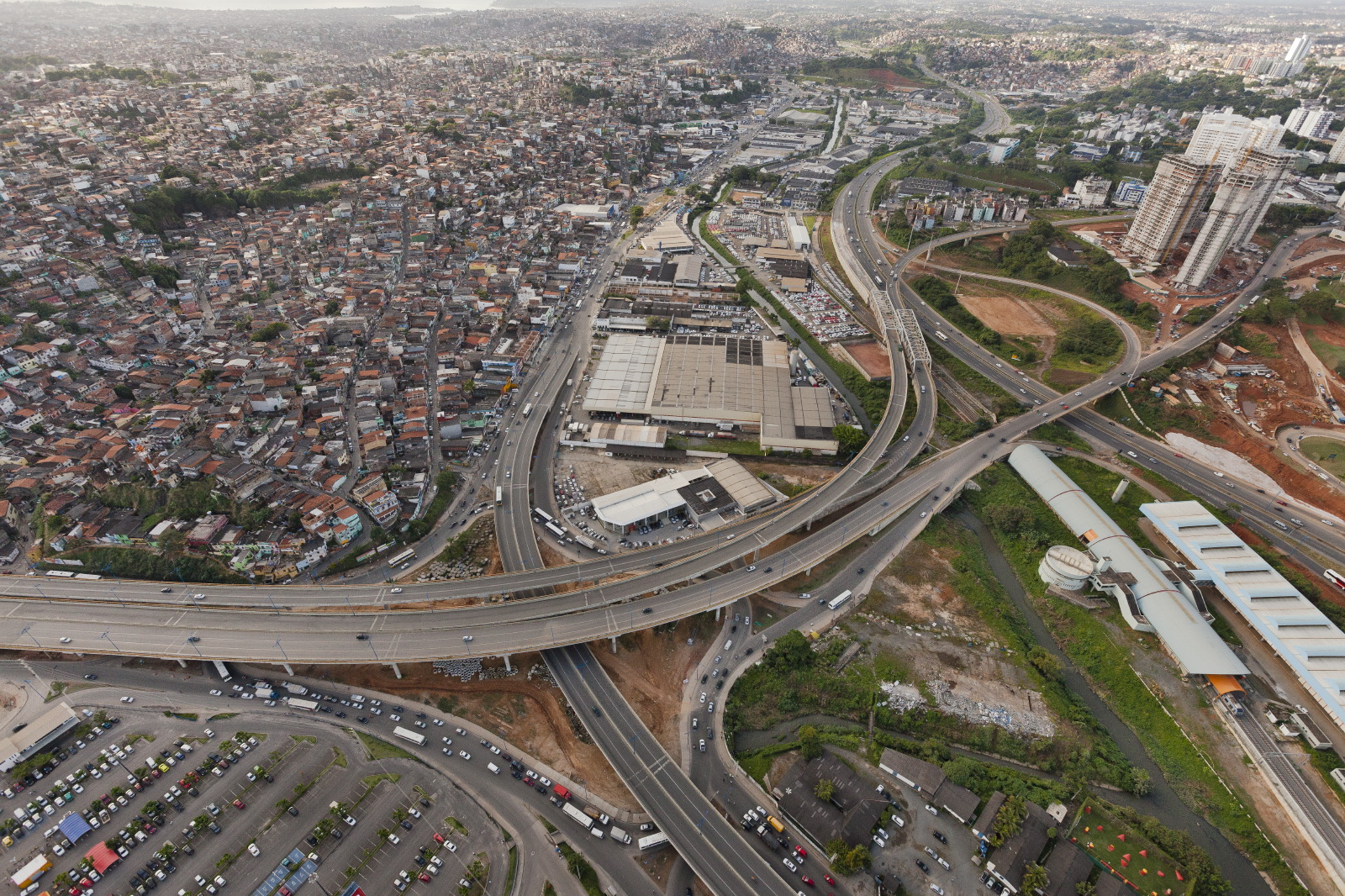
Vista aérea da Rótula do Abacaxi.

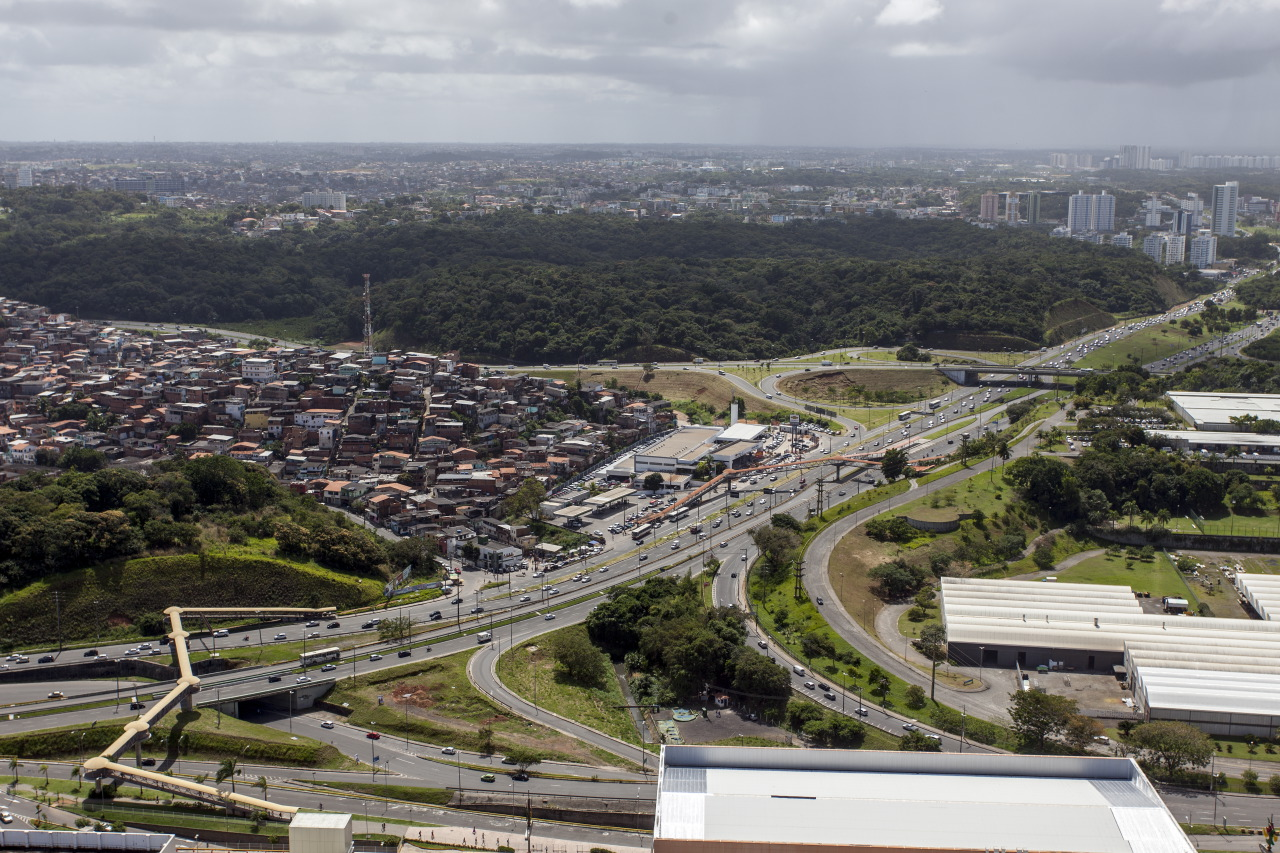
Vista aérea da LIP (no canto inferior esquerdo).

Esta é uma lista de viadutos de Salvador e abrange tanto viadutos quanto complexos viários soteropolitanos.
Em 2012, eram 29 os viadutos no total na cidade, segundo a Superintendência Municipal de Conservação e Obras Públicas (SUCOP). Em 2006, a cidade possuía 110 pontilhões, pontes e viadutos, que juntos somam oito mil metros de comprimento e 80 mil metros quadrados de área, conforme o estudo "Prazo de Validade Vencido" do Sindicato Nacional das Empresas de Arquitetura e Engenharia Consultiva (SINAENCO). Muitos deles carecem de reparos e manutenção, segundo o mesmo estudo, porém, apenas dois viadutos foram reformados dos 25 denunciados pelo estudo do SINAENCO, de acordo com reportagem do A Tarde em 2014.
A lista abaixo está organizada por ordem alfabética.
- Complexo Viário da Ceasa (Complexo Viário da BA-526 / BA-535, antiga rótula da Ceasa)[4][5]
- Complexo Viário da Rótula do Abacaxi
- Complexo Viário Dois de Julho (antiga 2.ª Rótula do Aeroporto)
- Complexo Viário dos Fuzileiros Navais (saída do Túnel Américo Simas)[6]
- Complexo Viário Félix Mendonça[7][8]
- Complexo Viário Imbuí-Narandiba (composto pelo Viaduto de Narandiba, Viaduto Governador Eduardo Campos e Viaduto Marcelo Déda)[9][10]
- Complexo Viário João Gilberto[11][12]
- Complexo Viário Tatti Moreno[13][14]
- Ligação Iguatemi-Paralela (LIP, Viaduto Silva Pinheiro)
- Viaduto Bandeira de Melo[15]
- Viaduto Canô Veloso[16][17]
- Viaduto da Baixinha de Santo Antônio[18]
- Viaduto das Pitangueiras[19]
- Viaduto de Nazaré[20]
- Viaduto de Valéria[21]
- Viaduto de Pirajá[22]
- Viaduto de São Cristóvão[23]
- Viaduto do Canela[19]
- Viaduto dos Engenheiros[24]
- Viaduto dos Motoristas[25]
- Viaduto dos Rodoviários[26]
- Viaduto Engenheiro Leonel Brizola (antigo Viaduto do CAB)[27]
- Viaduto Juscelino Kubitschek[19]
- Viaduto Mamede Paes Mendonça[20][28]
- Viaduto Ministro Mário Andreazza (antiga 1.ª Rótula do Aeroporto)[29]
- Viaduto Nelson Dahia[30]
- Viaduto Raul Seixas[31][32][33]
- Viaduto Rômulo Almeida[24]
- Viaduto São Raimundo, no Politeama[34]